# تومي ماكنتاير
تومي ماكنتاير (بالإنجليزية: Tommy McIntyre)‏ هو لاعب كرة قدم بريطاني في مركز الدفاع، ولد في 26 ديسمبر 1963 في بلزهيل ‏ في المملكة المتحدة. لعب مع نادي أبردين ونادي أردريونيانز ونادي هيبرنيان.

## وصلات خارجية
- تومي ماكنتاير على موقع قاعدة بيانات كرة القدم.إي يو (الإنجليزية)
- تومي ماكنتاير على موقع Soccerbase.com (لاعب) (الإنجليزية)